# 焼津さかなセンター

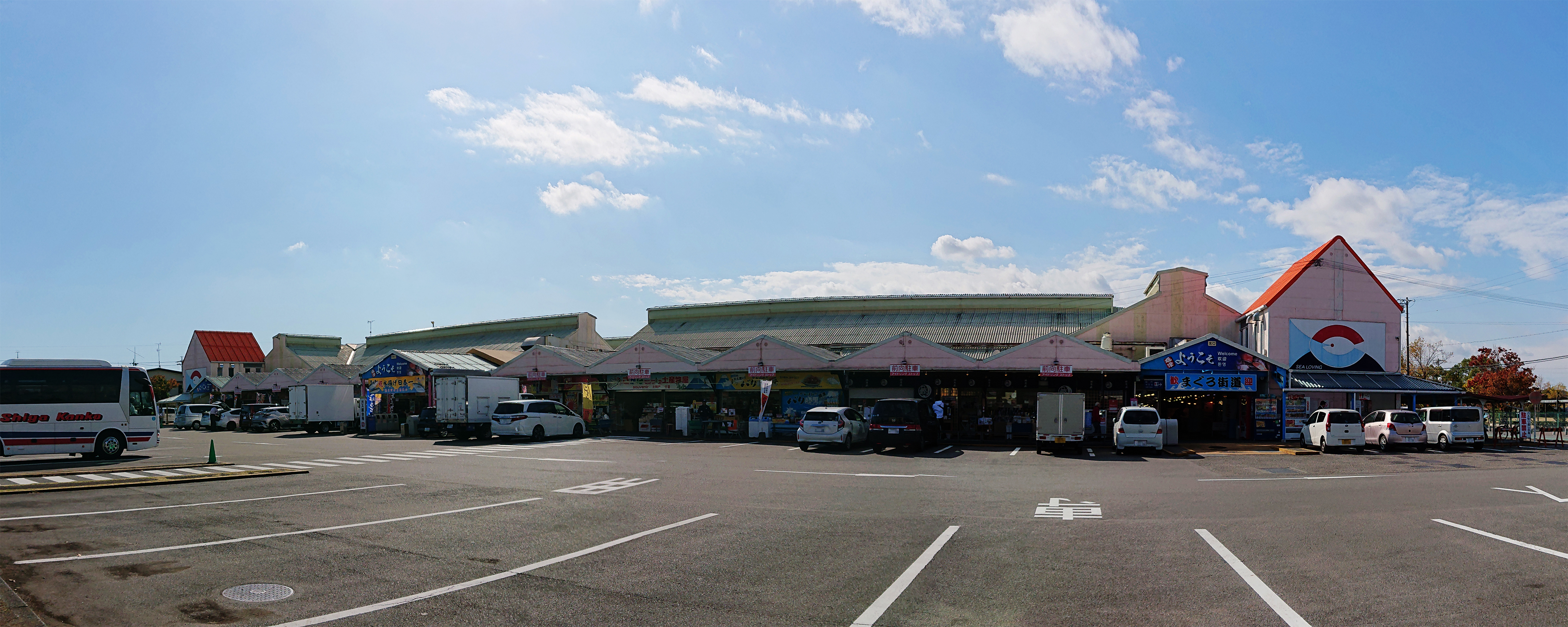
敷地全景

焼津さかなセンター（やいづさかなセンター）は、静岡県焼津市八楠4丁目に所在する、第三セクター方式で運営される商業施設。東名高速道路の焼津IC付近にあり、焼津港・小川港・大井川港などの地元で水揚げされた魚介類など、水産物を主に卸売・直売している。年間利用客数は約170万人。

## 沿革・概要
1985年（昭和60年）10月、それまで卸売市場として機能していた「焼津食品卸センター」の隣地に建設され開場。運営は焼津市と、入店する各店舗および組合によって設立された第三セクター「株式会社焼津水産振興センター」が行なっている。
施設内には約70店舗が入居しており、水産物の他に静岡の名産品なども販売されている。またレストランやファーストフードなどの飲食施設、焼津信用金庫さかなセンター支店もある。

## 営業情報

### 営業時間
- 9:00-17:00

### 定休日
- 1月1日

### アクセス
東名・新東名
- 東名高速道路・焼津インターチェンジより車で1分。
- 新東名高速道路・藤枝岡部インターチェンジより車で10分。

JR焼津駅
- JR焼津駅北口より車で15分。
- JR焼津駅北口より焼津市自主運行バス「焼津循環線・さつき」で12分。「さかなセンター」下車。
- JR焼津駅北口より焼津市自主運行バス「焼津循環線・ゆりかもめ」で22分。「さかなセンター」下車[3]。

## 店舗情報

### 本棟エリア
センター棟A（北西）・B（北東）・C（南東）・D（南西）。
観光バス駐車場沿い
- 勝男屋(かつおや)（鰹節・出汁調味料、うどん）
- 静鉄リテイリング 大漁2号店（土産・雑貨・ソフトクリーム）
- 静鉄リテイリング 大漁1号店（土産・雑貨・ソフトクリーム）
- スマル水産場外食堂 てっか家（海鮮丼）

ブルー通り
- 中部食品（マグロ製品）
- まぐろの魚二(うおに)（マグロ製品、海鮮丼）
- イリタ清水商店（桜えび・しらす・水産加工品など）
- カネトモ1号店（マグロ・カニ、寿司・海鮮丼）
- 秀和水産（マグロ製品）
- マルモ望月海苔店
- ヨシケイ水産（桜えび・しらす・カニ・鮭・干物など）
- ヤマクニ水産（干物）
- さんすい(山水)2号店（海鮮丼）

ピンク通り
- 鮪や のぶちゃん（マグロ製品）
- 回転寿司 のぶちゃん
- マルワ商店（干物・桜えび・しらす等）
- 清水物産（菓子・乾物・干物）
- 丸栄製茶
- てっか丼 山もと（海鮮丼・寿司）
- ヤマヤ山本商店（マグロ製品）

グリーン通り
- 甲羅組（カニ・干物・珍味）
- 長峰製茶
- 大富水産（桜えび・しらす・カニ等）

レッド通り
- 三木商店（水産加工品・珍味）
- マルショウ（カニ・水産加工品）
- サスイゲタフード1号店（鰹節・マグロ生ハム・しらす・桜えび・わさび等）
- スマル水産（貝類・マグロ・水産加工品など）
- はの字（さつま揚げ）
- カネセイ水産（マグロ・珍味）
- まぐろ一本（回転寿司）
- さんすい(山水)1号店（海鮮丼・寿司）
- ツジタ（菓子・玩具）
- マルヨウ増田商店（しらす・桜えび・マグロ・カニ・珍味など）

イエロー通り
- カネト平田商店（カニ・しらす・桜えび等）
- スギヤマ（カニ・するめ・佃煮・珍味など）
- サスイゲタフード2号店（鰹節・マグロ生ハム・しらす・桜えび・わさび等）
- 寿司の丸信
- 磯の香（水産加工品・佃煮）
- ミハラ水産（カニ・干物）
- うなぎ丸天（ウナギ製品）
- ニッコーサービス（鮭・干物・寿司）
- SAKURAファーム（ドライフルーツ・椎茸・茶）
- えびせん山喜（煎餅）
- 焼津海道物産（珍味）
- 川直（鰹節・カツオサバ製品・燻製）
- カネキュウ水産（カニ・干物）
- 定長商店（鮭・水産加工品）

### 別棟エリア
北西別棟（サービス棟A）
- 焼津信用金庫 さかなセンター支店
- まぐろ食堂（海鮮丼）

北東別棟（サービス棟B）
- ラーメン松壱家 焼津店
- のっけ家（海鮮丼）
- ひもの食堂 ヤマクニ水産（定食）
- 中華菜館 たかた
- 焼津焼肉センター（焼肉）
- 珈琲専門 やまもと

南東別棟
- さかな大食堂 渚（海鮮丼・寿司・定食・デザート）

## 通販サイト
新型コロナウイルスの影響による来館客減に対する対処も兼ね、2020年（令和2年）7月1日に公式通販サイト「焼津さかな館」が開設された。